# Heracleum cyclocarpum
Heracleum cyclocarpum är en växtart i släktet lokor och familjen flockblommiga växter.
Arten är en perenn ört som förekommer i nordöstra Turkiet och västra Kaukasus. Den beskrevs av Karl Heinrich Koch 1842.